# Semiothisa cerussata
Semiothisa cerussata är en fjärilsart som beskrevs av Claude Herbulot 1970. Semiothisa cerussata ingår i släktet Semiothisa och familjen mätare. Inga underarter finns listade i Catalogue of Life.